# British South Africa Police
La British South Africa Police (BSAP), police de la British South Africa Company (BSAC) de Cecil Rhodes devint celle de la Rhodésie du Sud, puis celle de la Rhodésie (aujourd’hui Zimbabwe). 

## Origines
Formée par la BSAC en 1889, cette police fut d’abord une unité paramilitaire d’infanterie montée dont le rôle est la protection de la colonne de pionniers qui pénètre le Mashonaland en 1890. Cette unité participe aux deux guerres contre les Ndebeles, celle de 1893 et celle de 1896-97. Jusqu’en 1897, elle est appelée British South Africa Company's Police. La BSAP opère d’abord en liaison avec la Southern Rhodesia Constabulary (SRC), police des villes de Salisbury (Harare) et de Bulawayo. En 1909, amalgame BSAP-SRC. Unité paramilitaire, la BSAP fait campagne pendant la seconde guerre des Boers et au Tanganyika, contre l’Allemagne, pendant la Grande Guerre. Certains policiers furent détachés au Rhodesia Native Regiment. À compter de 1923, la Rhodésie du Sud est une colonie autonome de l’Empire britannique, mais la BSAP garde son titre et son statut de « vieux » régiment des forces armées de Rhodésie du Sud.

## Modernisation
Le Criminal Investigation Department (CID) (brigade criminelle) est fondée en 1923; la section féminine en 1941, et l’unité cynophile en 1945. Depuis 1957, la Police Reserve a une branche aérienne. 

### UDI
Ầ la Déclaration Unilatérale d’Indépendance, la BSAP conserve son appellation. Une fois la république déclarée par le gouvernement de Ian Smith en 1970, la couronne disparaît de l’insigne. 

### Deuxième guerre d'indépendance
Pendant la deuxième Chimurenga ou guerre du Bush de Rhodésie du Sud des années 1960 et 1970, la BSAP se bat du côté de la minorité blanche rebelle, contre les insurgés noirs. Les policiers sont extrêmement motivés. La BSAP monte une unité anti-émeutes ; un groupe de pistage (future Police Anti-Terrorist Unit ou PATU) ; une unité de campagne, la Support Unit, une unité d’intervention urbaine ; une escadrille, la Police Reserve Air Wing ou PRAW ; et une Division Marine qui patrouille le Lac Kariba…
Dès 1973, les jeunes Européens peuvent effectuer dans la police leur temps sous les drapeaux. En 1980, l’effectif est d’environ 11,000 policiers de métier (dont 60 % de Noirs) et 35 000 réservistes, presque tous européens.

### Participation à la contre-insurrection
Les unités de la BSAP font des tours d'opérations en brousse, afin qu'il ne fut pas dit que les policiers sont avantagés par rapport aux militaires.
Dans les états-majors, les camps de base, aux côtés de leurs collègues militaires du Rhodesian Intelligence Corps, des policiers jouent un rôle essentiel dans la recherche et l'exploitation du renseignement:
- Special Branch (renseignements généraux),
- Criminal Investigation Department (brigade criminelle),
- Special Investigation Branch (police judiciaire de l'armée).

Policiers de métier et réservistes forment des sticks, les Police Anti-Terrorist Units (PATU), qui vivent sur le terrain.
À partir de 1974, la British South Africa Police Support Unit (les "Black Boots") : 30 à 40 mercenaires américains ou européens et 300 Noirs rhodésiens, chargés du maintien de l’ordre dans les kraals (hameaux africains), qui effectuent de longues patrouilles dans les Tribal Trust Lands (terres agricoles indigènes).
Les réservistes les plus âgés escortent les convois routiers et montent des barrages de contrôle des mouvements qui, le cas échéant, fouillent les véhicules suspects. En ville, ils suppléent aux jeunes policiers dont c'est le tour de brousse.

## Ouverture
La British South Africa Police fut rebaptisée Zimbabwe Republic Police en juillet 1980, après l’avènement de Robert Mugabe devenu premier ministre du Zimbabwe. Jusque vers la fin des années 1970, les Noirs restaient bloqués au niveau de sous-inspecteur. Seuls les Rhodésiens blancs pouvaient devenir officiers. Après l’indépendance, la politique officielle d’africanisation mit à la retraite les officiers supérieurs blancs dont les postes furent occupés par des officiers noirs.

## Rangs
| Officiers commissionnés | Officiers commissionnés | Officiers commissionnés         | Officiers commissionnés | Officiers commissionnés | Officiers commissionnés |
| Commissaire             | Commissaire adjoint     | Commissaire assistant principal | Commissaire assistant   | Superintendent en chef  | Superintendent          |
| ----------------------- | ----------------------- | ------------------------------- | ----------------------- | ----------------------- | ----------------------- |
|                         |                         |                                 |                         |                         |                         |

| Rangs pour la police européenne | Rangs pour la police européenne | Rangs pour la police européenne | Rangs pour la police européenne  | Rangs pour la police européenne | Rangs pour la police africaine | Rangs pour la police africaine | Rangs pour la police africaine | Rangs pour la police africaine |
| Sous-officiers                  | Sous-officiers                  | Sous-officiers                  | Sous-officiers                   | Sous-officiers                  | Sous-officiers                 | Sous-officiers                 | Sous-officiers                 | Constables                     |
| Inspecteur en chef              | Inspecteur                      | Officier de section             | Officier de patrouille principal | Officier de patrouille          | Sergent principal              | Sergent chef                   | Sergent                        | Policier                       |
| ------------------------------- | ------------------------------- | ------------------------------- | -------------------------------- | ------------------------------- | ------------------------------ | ------------------------------ | ------------------------------ | ------------------------------ |
|                                 |                                 |                                 |                                  |                                 |                                |                                |                                |                                |